# Zurabi Datunashvili
Zurabi Datunashvili (født 18. juni 1991) er en georgisk-født serbisk bryder, der konkurrerer i græsk-romersk stil. 
Han repræsenterede Georgien ved sommer-OL 2012 i London, hvor han blev elimineret i kvartfinalen.
Han repræsenterede Serbien ved sommer-OL 2020 i Tokyo, som blev afholdt i 2021, hvor han tog han bronze.